# Leptotes marina
Leptotes marina är en fjärilsart som beskrevs av Tryon Reakirt 1868. Leptotes marina ingår i släktet Leptotes och familjen juvelvingar. Inga underarter finns listade i Catalogue of Life.

## Bildgalleri

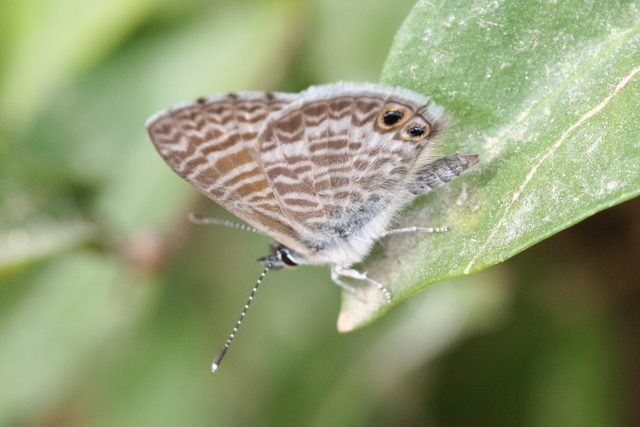